# Културни институти в Копривщица
Според стратегията за развитие на туризма в община Копривщица, разположението на община Копривщица в живописната планинска долина на Същинска Средна гора е едно от нейните съществени предимства и обуславя една от основните посоки, в които туристическият сектор би могъл да се развива – планински пешеходен, рекреативен туризъм, приключенски и екотуризъм.

## Храм „Успение Богородично“
Църквата „Успение Богородично“ е построена с доброволни пожертвования от цялото гражданство, върху основите на по-стар храм. Сегашната сграда е трикорабна базилика, вкопана отчасти в земята, поради ограниченията за височина, налагани от османските власти. Върху външната стена на притвора има строителен надпис от 8 юли 1817 г. Камбанарията датира от 1892 г. Забележителни са дърворезбеният иконостас от 1821 година, който според Асен Василиев силно наподобява по стил онзи в габровската църква „Свети Иван Предтеча“ от 1814 г. и може би е дело на същия майстор-резбар – Георги от Видин. Иконите на Свети Георги Победоносец (1837), Свети Евстатий (1838) и Успение Богородично (1838) са на Захарий Зограф, а иконата на Свети Иван Рилски (1838) е на Йован Иконописец. Иконостасните икони рисува между 1893 и 1913 г. роденият в Галичник Иван Георгиев Спаовски. Стенописите в олтара са дело на самоковския живописец Спас Захариев (1900).
По-рано около храма е имало 98 изцяло или отчасти запазени надгробни паметника от 1762 – 1874 г. Шест големи плочи от 1829 – 1874 г., вдигнати от гробовете през 1836 година, са подпрени на един от оградните зидове. В църковния двор са погребани Димчо Дебелянов, Тодор Каблешков, архимандрит Евтимий Сапунджиев, хаджи Ненчо Палавеев, Рашко Маджаров, Иван Врачев и Петко Теофилов. В църковния двор е и къщичката, в която е живял Христо Г. Данов заедно с Илия Кацаров, като ученици – стипендианти на Копривщенското черковно настоятелство.

## Просветно дело в Копривщица
В 1922 година е открито първото обществено училище в Копривщица в къщата на чорбаджи Вълко Чалъков. Обучението се ръководело от учителя хаджи Геро Добрович - Мушек, баща на Найден Геров.
Неофит Рилски е главен учител в Копривщица за учебната 1837 – 1838 година. В продължение на двегодишния престой на Неофит Рилски в Копривщица местното училище се превръща национален образователен институт. Неофит Рилски е заместен от Христо Пулеков. Учели в училището са Йоаким Груев и Найден Геров, чиято сестра – Ивана Хаджигерова е първата жена-учителка в града. Те поемат управлението на училището по взаимоучителната метода след оттеглянето на Неофит Рилски в Рилската обител. След Габрово, Копривщица е следващият български град, в който се разпространява взаимоучителният Бел-Ланкастерски метод. През 1842 година е създадено Училищно настоятелство.
През 1846 г. Найден Геров, се завръща в родната Копривщица и отваря първото българско класно училище „Св. св. Кирил и Методий“.
След Освобождението по инициатива на Петър Жилков училището отново е отворено. По решение на Министерството на народното просвещение копривщенското училище прераства в гимназия, като за целта е построена с помощта на дарения от Ненчо Палавеев (1859 – 1936) и женското благотворително дружество „Благовещение“, нова, модерна сграда, която приема първия си випуск през 1895 година. Любен Каравелов е избран за патрон на копривщенската гимназия. През 1934 се открива Средно реално специализирано училище за чужди езици.
В петдесетте години на двадесети век училището възвръща името „Кирил и Методий“, заменено с „х. Ненчо Палавеев“ по време на неговата дарителска кампания, свързана с разширението на сградата през 1922 година.
През 1957 година е създадено средно политехническо климатично училище за белодробно болни ученици, чиято дейност днес временно е замразена.
През 1968 година основното училище „Кирил и Методий“, гимназия „Любен Каравелов“ и климатичната гимназия са обединени в Средно общо образоветелно училище „Любен Каравелов“ и преместени в новата построена за целта сграда през 1973 година. В зданието на гимназията днес се помещават Общинският съвет и кмета на Копривщица, на климатичното училище предстои основен ремонт, а ремонтираното и преоборудвано класно училище „Св. св. Кирил и Методий“ е Жив Музей – паметник на просветното дело в България.

## Храм „Свети Николай“
Храмът „Свети Николай“ е построен през 1839 – 1844 г. Църквата е иззидана изцяло от каменни блокове. Представлява трикорабна базилика, разделена от 6 големи колони. Построена е със средства състоящи се изцяло от дарения на населението. Протоколът за построяването на църквата е написан от Неофит Рилски. На престолния камък, служещ за свещенодействия по време на служба на олтара са описани имената на 642 души дарители и още приблизително толкова в кондиката на храма. Главен архитект и майстор на храма е Уста Гавраил от Одрин. В построяването му взимат участие майстори от Брацигово, Пондьо от Мирково и 20 души копривщенски дюлгери (каменоделци) с калфите и чираците си.
При построяването на църквата е използван левантински стил. Стените отвън са иззидани с каменни блокове от светлосив, пълен с блестящи люспици камък. За спойка са използвани ситно счукани керемиди, жълтък от яйца и утайки от зехтин, поради което фугите са с нежен, светлорозов оттенък и са много здрави. Планът на църквата е кръстовиден, а вътрешността и е 500 m2.
Стенната живопис включва изображения на Страшния съд (1858), Успение Богородично (1861), св. Димитър (1861) и ктитора Тодор Димов (1864) върху западната стена в храма и на св. Спиридон с десет сцени от житието му (1861) върху фронтона на разположения срещу главния църковен вход навес. Всички те са рисувани от копривщенския зограф Христо Панчев Енчев. От него са също царските двери на иконостаса (1859). Интерес представлява затворническата килия с надписа, направен с въглен на стената от затворения въстаник Георги Тосунов. В двора на храма е погребан казакът Аврелиян, загинал в Руско-турската война от 1877 – 1878 г.

## Народно читалище
Основано през 1869 г. по инициатива на главния даскал Найден Попстоянов, който е и автор на читалищния устав.
По спомени на стари хора и от годишните отчети на читалищните настоятелства е видно, че в Копривщица от 1860 година съществува обществена библиотека. Ползувайки опита натрупан в Свищов, Найден Попстоянов през 1869 година съставя устава на читалището, а цялото книжовно имущество на училищната библиотека преминава в него за всеобщо ползване. Тогава Копривщенското читалище получава името „Неофит Рилец“, а годината се приема за година на основаването му. В две големи витрини са разположени и книги, закупени от Христо Дановата книжарница в Пловдив и тези, донесени от Цариград от абаджийския еснаф. Ако се съди по номерата на запазени старопечатни книги от онова време – билиотеката е разполагала с около 500 тома и около 100-годишни издания на периодичния печат.
Читалището набира средства за своята просветителска, издателска и благотворителна дейност основно от членски внос, но и от организиране на лотарии, приходи от театрални представления и даже от лихварски операции. Проблемите на организацията намират отражение по страниците на в. „Македония“, в. „Напредък“ и „Век“. Съпричастен е и местният ръкописен вестник „Тръба“.
Читалищната дейност запазва жива българската фолклорна традиция като един от инициаторите, организатори и домакин на Националния събор на българското народно творчество.

## Женско благотворително дружество „Благовещение“
Женското дружество „Благовещение“ е основано на 25 март 1871 година от младия даскал Найден Попстоянов, който неотдавна бил назначен за главен учител в Копривщица и с голям идеализъм работел за цялостното издигане на градеца. Той съставил и устава на дружеството, отпечатан през 1872 г. във Виена. Освен от даскал Найден дейността на женската организация била направлявана и от съветите на Тодор Каблешков. Той живо се интересувал от съдбата на дружеството, особено по времето, когато негова председателка е била втората му майка. В писмо до Ана Каблешкова (на която до голяма степен се дължат широките стопански, културни и просветни изяви на дружеството)
Поколения наред тези „кротки весталки в черно“, както поетично ги нарича Анна Каменова, участвали активно в обществения живот на града, поддържайки традициите, създадени от техните баби и майки.

## Дирекция на музеите
Началото на модерното музейно дело в Копривщица е поставено със се създаването на Дирекция на музеите през 1956 г., с цел запазване, съхраняване и популяризиране на културно-историческото наследство на града. Помещава се в „Спицерията“ – аптеката на някогашния градски доктор Спас Иванов. Там е заседавал първият революционен комитет под председателството на Тодор Каблешков, през десетдневното „царство“ по време на Априлското въстание – 1876 година.
В първата трета на двадесети век, цветущото някога селище, огнище на просвета, книжнина и люлка на Българското възраждане все повече запада и се обезлюдява. Остава само споменът за отминалото величие и слава, старите писани къщи, калдаръмени улици със сводести мостове и белокаменни чешми.
Разрухата на града е спряна с обявяването на Копривщица за град-музей през 1952 г. През 1971 г. той получава статут на архитектурен и исторически резерват, а през 1978 г. – и на национален архитектурен резерват с международно значение и селище за международен туризъм. Съществен принос за това дело имат първият братовчед на Димчо Дебелянов – арх. Вельо Дебелянов и Петко Теофилов – пръв директор на дирекцията.

## Целодневна детска градина „Евлампия Векилова“
Целодневната детска градина с общинско финансиране, носи името на учителката Евлампия Векилова, ушила знамето на копривщенските въстаници от Априлското въстание. Детското заведение има история от 1956 година насам и е едно от водещите учебни заведения в областта. Постиженията и престижът на детската градина са резултат от съхранените традиции и новите търсения на педагогическия екип. Работи в приспособени за целта сгради до откриването на модерната постройка на 18 октомври 1995 година.

## Национален събор на българското народно творчество
Провежда се на всеки пет години от 1965 г., на естради сред поляните на местността „Войводенец“, над гр. Копривщица. Показа се жанровото разнообразие и изключителното богатство на нашето фолклорно наследство. Представят се на регионален принцип и традиционните за страната занаяти и тяхната продукция. В събора могат да вземат участие певци, свирачи, танцьори, разказвачи на народни предания, инструментални, певчески, танцови групи и групи за народни обичаи, които изпълняват изворен български фолклор. Съборът се организира за много участници от различните краища на страната, българи живеещи в чужбина, както и чужди граждани изпълняващи български фолклор.

## Туристическо дружество „Детелин войвода“
През 1930 година ентусиазирани планинари от Копривщица създават туристическо ядро, което е прикрепено към туристическо дружество „Фонфон“ – гр. София. През 1934 то приема името на първенеца на Средна гора – връх Богдан и се отделя като самостоятелно дружество. Основатели са лесовъда Даниел Кусев, Димитър Събев и учителите Кирил и Филип Палавееви, Велика Душкова, Илия Мухов и Иван Хинделов. Дружеството извършва първата маркировка на туристическите пътища, свързани с исторически, природни и паметни места в региона. Със съдействието на Рашко и Михаил Маджарови, Петко Стайнов, т.д. „Фонфон“ и дружбите в София и Пловдив е построена през 1938 година хижа „Богдан“, която във връзка със съпротивата на два пъти в периода 1941 – 44 година е затваряна.
Учителите Илия Мухов, Искро Нейчев и Райна Косева през 1948 – 54 възстановяват дейността на дружеството, а по инициатива на Петко Теофилов на тържествена сбирка в местността „Детелинова грамада“ то приема името на легендарния Детелин войвода. От 61 – 62 година на 20 век става и организатор на състезания по туристическо ориентиране. Дългогодишен уредник на трите туристически спални в града – „Войводенец“, „Богдан“ и „Буная“ е Луко Шипочинов (1942 – 2016). Дружеството е кавалер на орден „Кирил и Методий“ – III степен.

## Жив музей – класно училище„Св. св. Кирил и Методий“
По проект от 1960-те години след осъвременяване е реализиран проект за „Възстановяване и опазване сградата на първото класно училище в България „Св. св. Кирил и Методий“ и превръщането му в културно-образованелен център за младежи и туристи“. Проектът е реализиран с подкрепата на Финансовия механизъм на Европейското икономическо пространство и Република България – и така в Копривщица през 2011 година отворя врати Живият музей.

## Дружество за залесяване
В далечните времена първите заселници сварили котловината на Тополница гориста. Започва опожаряване на вековни гори, за добиване на пасища и първобитно орачество, сеч за градеж на колиби. Така в началото на двадесети век местността около града е гола и пуста.
Залесяването около Копривщица е изцяло дело на учители и ученици, които участвали с доброволен труд в дейността на основаното през 1907 г. в града „Дружество за залесяване“, по идея за залесяванията около града на Нейко Азманов.
Окуражени от начинанието, учителите и обществеността на Копривщица решават да превърнат залесяването в общо дело на всички жители на града. На общо събрание на копрвщенци през 1907 година се учредява първото в България „Дружество за залесяване“ и се приема устава му. За председател е избран директорът на класическата гимназия, уважаваният от всички учител по естествознание Иван Джартазанов.

## Деятели на културата
„Боже мой, селце като кутийка, гдето се ражда само ръж, гдето зимата е девет месеца, гдето най-работните пътища са широки таман две педи, гдето знатните гости се считат за хаджии, гдето не е стъпвал кракът ни на Бланки, ни на Ами Буе, ни на Киприян Роберта, ни на Луи Леже и пр., пр. – и такава паплач от деятели и родолюбци! Необяснимо!“ Захарий Стоянов

## Благодарности
Благодарности за предоставената информация, фотографии, компютри и интернет достъп на:
- Читалище „х. Ненчо Палавеев“, Копривщица
- Дирекция на музеите, Копривщица
- Жив музей, Копривщица
- Кабелно радио на община Копривщица